# تپه شهر سوخته ۲۱
تپه شهر سوخته ۲۱ مربوط به هزاره سوم و ۲ قم است و در شهرستان زابل، ۹/۷ کیلومتری شمال شرق پایگاه شهر سوخته واقع شده و این اثر در تاریخ ۲۴ اسفند ۱۳۸۳ با شمارهٔ ثبت ۱۱۴۸۹ به‌عنوان یکی از آثار ملی ایران به ثبت رسیده است.